# Lista de presidentes de Honduras
Esta é uma lista de Presidentes da República de Honduras desde a independência do país em 1839 ː

## Chefes de Estado das Honduras (República Federal da América Central; 1824-1839)
Em 1 de julho de 1823, Honduras, Guatemala, El Salvador, Nicarágua e Costa Rica, conjuntamente,  declararam sua independência do Primeiro Império Mexicano para formar a República Federal da América Central, também conhecida como Províncias Unidas da América Central. Honduras permaneceu como estado membro até que decidiu se separar em 1838. Toda a união se dissolveu na guerra civil entre 5 de novembro de 1838, quando a Nicarágua se separou da federação, e por volta de 1840.
- Dionísio de Herrera (6 de setembro de 1824 - 10 de maio de 1827)
- José Justo Mila (10 de maio de 1827 - 13 de setembro de 1827)
- Anacleto Bandaña (13 de setembro de 1827 - 24 de outubro de 1827)
- Miguel Eusébio Bustamante (24 de outubro de 1827 - 30 de outubro de 1827)
- José Jerónimo Zelaya Fialos (30 de outubro de 1827 - 27 de novembro de 1827)
- Francisco Morazán (27 de novembro de 1827 - 30 de junho de 1828)
- Diego Vigil y Cocaña (30 de junho de 1828 - 2 de dezembro de 1829)
- Francisco Morazán (2 de dezembro de 1829 - 24 de dezembro de 1829)
- Juan Angel Arias (24 de dezembro de 1829 - 22 de abril de 1830)
- Francisco Morazán (22 de abril de 1830 - 28 de julho de 1830)
- José Santos Díaz del Valle (28 de julho de 1830 - 12 de março de 1831)
- José Francisco Milla Guevara (12 de março de 1831 - 22 de março de 1832)
- Joaquín Rivera (22 de março de 1832 - 7 de janeiro de 1833)
- Francisco Ferrera (7 de janeiro de 1833 - 24 de setembro de 1833)
- Joaquín Rivera Bragas (24 de setembro de 1833 - 10 de janeiro de 1834)
- José María Martínez Salinas (20 de janeiro de 1834 - 10 de setembro de 1834)
- Justo José de Herrera (10 de setembro de 1834 - 1 de outubro de 1835)
- José María Martínez Salinas (1 de outubro de 1835 - 1 de dezembro de 1836)
- José Lino Matute (1 de dezembro de 1836 - 28 de maio de 1837)
- José Lino Matute (28 de maio de 1837 - 3 de setembro de 1838)
- José María Martínez Salinas (3 de setembro de 1838 - 12 de novembro de 1838)
- José Lino Matute (12 de novembro de 1838 - 9 de janeiro de 1839)

## Presidentes das Honduras (1839-Presente)
Honduras declarou-se independente em 15 de novembro de 1838, e uma constituição foi formalmente adotada em janeiro de 1839. Após um período de instabilidade, o conservador general Francisco Ferrera se tornou o primeiro presidente eleito do país por um mandato de dois anos, mas depois estendeu seu mandato de fato controle da nação pelos próximos cinco anos. 
| N.º | Retrato | Nome                                        | Início do Mandato        | Fim do Mandato                 | Eleição        | Partido      | Notas                                       |
| --- | ------- | ------------------------------------------- | ------------------------ | ------------------------------ | -------------- | ------------ | ------------------------------------------- |
| 1   |         | Juan Francisco de Molina (1779-1878)        | 11 de janeiro de 1839    | 13 de abril de 1839            | —              | Liberal      | - Presidente                                |
| —   |         | Felipe Neri Medina (1797-????)              | 13 de abril de 1839      | 15 de abril de 1839            | —              | Liberal      | - Presidente                                |
| —   |         | Juan José Alvarado (1798-1857)              | 15 de abril de 1839      | 27 de abril de 1839            | —              | Independente | - Presidente                                |
| —   |         | José María Guerrero (1799-1853)             | 27 de abril de 1839      | 10 de agosto de 1839           | —              | Conservador  | - Presidente                                |
| —   |         | Mariano Garrigó (1810-????)                 | 10 de agosto de 1839     | 20 de agosto de 1839           | —              | Independente | - Presidente                                |
| —   |         | José María Bustillo (????-1855)             | 20 de agosto de 1839     | 27 de agosto de 1839           | —              | Conservador  | - Presidente                                |
| —   |         | Conselho de Ministros                       | 27 de agosto de 1839     | 21 de setembro de 1839         | —              | Independente | - Conselho de Ministros                     |
| —   |         | Francisco Zelaya y Ayes (1798-1848)         | 21 de setembro de 1839   | 1.º de janeiro de 1841         | —              | Conservador  | - Presidente                                |
| 2   |         | Francisco Ferrera (1794-1851)               | 1.º de janeiro de 1841   | 31 de dezembro de 1842         | —              | Conservador  | - Presidente                                |
| —   |         | Conselho de Ministros                       | 31 de dezembro de 1842   | 23 de fevereiro de 1842        | —              | Independente | - Conselho de Ministros                     |
| 3   |         | Francisco Ferrera (1794-1851)               | 23 de fevereiro de 1842  | 31 de dezembro de 1844         | —              | Conservador  | - Presidente                                |
| —   |         | Conselho de Ministros                       | 1.º de janeiro de 1845   | 8 de janeiro de 1845           | —              | Independente | - Conselho de Ministros                     |
| 4   |         | Coronado Chávez (1807-1881)                 | 8 de janeiro de 1845     | 1.º de janeiro de 1847         | —              | Conservador  | - Presidente                                |
| —   |         | Conselho de Ministros                       | 1.º de janeiro de 1847   | 12 de fevereiro de 1847        | —              | Independente | - Conselho de Ministros                     |
| 5   |         | Juan Lindo (1807-1857)                      | 12 de fevereiro de 1847  | 1.º de fevereiro de 1852       | —              | Conservador  | - Presidente                                |
| —   |         | Francisco Gómez (????-1854)                 | 1.º de fevereiro de 1852 | 1.º de março de 1852           | —              | Liberal      | - Presidente                                |
| 6   |         | José Trinidad Cabañas (1805-1871)           | 1.º de março de 1852     | 18 de outubro de 1855          | 1852           | Liberal      | - Presidente                                |
| —   |         | José Santiago Bueso (1815-1857)             | 18 de outubro de 1855    | 8 de novembro de 1855          | —              | Liberal      | - Presidente                                |
| —   |         | Francisco de Aguilar (1810-????)            | 8 de novembro de 1852    | 17 de fevereiro de 1856        | —              | Liberal      | - Presidente em                             |
| 7   |         | José Santos Guardiola (1816-1862)           | 17 de fevereiro de 1856  | 11 de janeiro de 1862          | 1856 1860      | Conservador  | - Presidente                                |
| —   |         | José Francisco Montes Fonseca (1830-1888)   | 11 de janeiro de 1862    | 4 de fevereiro de 1862         | —              | Liberal      | - Presidente em exercício                   |
| —   |         | Victoriano Castellanos (1796-1862)          | 4 de fevereiro de 1862   | 11 de dezembro de 1862         | —              | Liberal      | - Presidente em exercício                   |
| —   |         | José Francisco Montes (1830-1888)           | 11 de dezembro de 1862   | 7 de setembro de 1863          | —              | Liberal      | - Presidente em exercício                   |
| —   |         | José María Medina (1826-1878)               | 7 de setembro de 1863    | 31 de dezembro de 1863         | —              | Conservador  | - Presidente em exercício                   |
| —   |         | Francisco Inestroza (1810-????)             | 31 de dezembro de 1863   | 15 de março de 1864            | —              | Conservador  | - Presidente                                |
| —   |         | Francisco Cruz Castro (1820-1895)           | 5 de setembro de 1869    | 14 de janeiro de 1870          | —              | Conservador  | - Presidente Provisório                     |
| 8   |         | José María Medina (1826-1878)               | 15 de março de 1864      | 26 de julho de 1872            | 1864 1866 1869 | Conservador  | - Presidente                                |
| —   |         | Céleo Arias (1835-1890)                     | 26 de julho de 1872      | 13 de janeiro de 1874          | —              | Liberal      | - Presidente Provisório                     |
| 9   |         | Ponciano Leiva (1821-1896)                  | 13 de janeiro de 1874    | 8 de junho de 1876             | 1874           | Conservador  | - Presidente Provisório                     |
| —   |         | Marcelino Mejía                             | 8 de junho de 1876       | 13 de junho de 1876            | —              | Conservador  | - Presidente Provisório                     |
| —   |         | Crescencio Gómez (1833-1921)                | 13 de junho de 1876      | 12 de agosto de 1876           | —              | Conservador  | - Presidente Provisório                     |
| —   |         | José María Medina (1826-1878)               | 12 de agosto de 1876     | 27 de agosto de 1876           | —              | Conservador  | - Presidente Provisório                     |
| 10  |         | Marco Aurelio Soto (1846-1908)              | 27 de agosto de 1876     | 19 de outubro de 1883          | 1877 1881      | Liberal      | - Presidente                                |
| —   |         | Conselho de Ministros                       | 19 de outubro de 1883    | 30 de novembro de 1883         | —              | Independente | - Conselho de Ministros                     |
| 11  |         | Luis Bográn (1849-1895)                     | 30 de novembro de 1883   | 30 de novembro de 1891         | 1883 1887      | Conservador  | - Presidente                                |
| 12  |         | Ponciano Leiva (1821-1896)                  | 30 de novembro de 1891   | 7 de agosto de 1893            | 1891           | Conservador  | - Presidente                                |
| 13  |         | Domingo Vásquez (1846-1909)                 | 7 de agosto de 1893      | 22 de fevereiro de 1894        | 1893           | Conservador  | - Presidente                                |
| 14  |         | Policarpo Bonilla (1858-1926)               | 22 de fevereiro de 1894  | 1.º de fevereiro de 1899       | 1894           | Liberal      | - Presidente                                |
| 15  |         | Terencio Sierra (1839-1907)                 | 1.º de fevereiro de 1899 | 1.º de fevereiro de 1903       | 1898           | Liberal      | - Presidente                                |
| 16  |         | Juan Ángel Arias Boquín (1859-1927)         | 1.º de fevereiro de 1903 | 13 de abril de 1903            | —              | Liberal      | - Presidente                                |
| 17  |         | Manuel Bonilla (1849-1913)                  | 13 de abril de 1903      | 25 de abril de 1907            | 1902           | Nacional     | - Presidente                                |
| —   |         | Miguel Oquelí Bustillo (1856-1938)          | 25 de abril de 1907      | 18 de abril de 1907            | —              | Liberal      | - Presidente da Junta de Governo Provisória |
| 18  |         | Miguel R. Dávila (1858-1927)                | 18 de abril de 1907      | 28 de março de 1911            | —              | Liberal      | - Presidente                                |
| —   |         | Francisco Bertrand (1866-1926)              | 28 de março de 1911      | 1.º de fevereiro de 1912       | —              | Nacional     | - Presidente em exercício                   |
| 19  |         | Manuel Bonilla (1849-1913)                  | 1.º de fevereiro de 1912 | 21 de março de 1913            | 1911           | Nacional     | - Presidente                                |
| 20  |         | Francisco Bertrand (1866-1926)              | 21 de março de 1913      | 9 de setembro de 1919          | 1915           | Nacional     | - Presidente                                |
| —   |         | Salvador Aguirre (1862-1947)                | 9 de setembro de 1919    | 16 de setembro de 1919         | —              | Nacional     | - Presidente em exercício                   |
| —   |         | Vicente Mejía Colindres (1878-1966)         | 16 de setembro de 1919   | 5 de outubro de 1919           | —              | Liberal      | - Presidente em exercício                   |
| —   |         | Francisco Bográn (1852-1926)                | 5 de outubro de 1919     | 1.º de fevereiro de 1920       | —              | Liberal      | - Presidente em exercício                   |
| 21  |         | Rafael López Gutiérrez (1854-1924)          | 1.º de fevereiro de 1920 | 10 de março de 1924            | 1919           | Liberal      | - Presidente                                |
| —   |         | Francisco Bueso (1860-????)                 | 10 de março de 1924      | 27 de abril de 1924            | —              | Liberal      | - Presidente em exercício                   |
| —   |         | Tiburcio Carías Andino (1876-1969)          | 27 de abril de 1924      | 30 de abril de 1924            | 1923           | Nacional     | - Primeiro Chefe da Revolução Libertadora   |
| —   |         | Vicente Tosta (1886-1930)                   | 30 de abril de 1924      | 1.º de fevereiro de 1925       | —              | Liberal      | - Presidente Provisório                     |
| 22  |         | Miguel Paz Barahona (1863-1937)             | 1.º de fevereiro de 1925 | 1.º de fevereiro de 1929       | 1924           | Nacional     | - Presidente                                |
| 23  |         | Vicente Mejía Colindres (1878-1966)         | 1.º de fevereiro de 1929 | 1.º de fevereiro de 1933       | 1928           | Liberal      | - Presidente                                |
| 24  |         | Tiburcio Carías Andino (1876-1969)          | 1.º de fevereiro de 1933 | 1.º de janeiro de 1949         | 1932 1936 1939 | Nacional     | - Presidente                                |
| 25  |         | Juan Manuel Gálvez (1887-1972)              | 1.º de janeiro de 1949   | 5 de dezembro de 1954          | 1948           | Nacional     | - Presidente                                |
| —   |         | Julio Lozano Díaz (1885-1957)               | 5 de dezembro de 1954    | 21 de outubro de 1956          | —              | Nacional     | - Chefe de Estado Supremo                   |
| —   |         | Junta Militar                               | 21 de outubro de 1956    | 21 de dezembro de 1957         | —              | Militar      | - Junta Militar                             |
| 26  |         | Ramón Villeda Morales (1909-1971)           | 21 de dezembro de 1957   | 3 de outubro de 1963 (Deposto) | 1954 1957      | Liberal      | - Presidente                                |
| 27  |         | Oswaldo López Arellano (1921-2010)          | 3 de outubro de 1963     | 7 de junho de 1971             | 1965           | Militar      | - Presidente                                |
| 28  |         | Ramón Ernesto Cruz (1903-1985)              | 7 de junho de 1971       | 4 de dezembro de 1972          | 1971           | Nacional     | - Presidente                                |
| —   |         | Oswaldo López Arellano (1921-2010)          | 4 de dezembro de 1972    | 22 de abril de 1975 (Deposto)  | —              | Miltar       | - Chefe de Estado                           |
| —   |         | Juan Alberto Melgar Castro (1930-1987)      | 22 de abril de 1975      | 7 de agosto de 1978            | —              | Militar      | - Chefe de Estado                           |
| —   |         | Policarpo Paz García (1932-2000)            | 7 de agosto de 1978      | 27 de janeiro de 1982          | 1980           | Militar      | - Presidente Provisório                     |
| 29  |         | Roberto Suazo Córdova (1927-2018)           | 27 de janeiro de 1982    | 27 de janeiro de 1986          | 1981           | Liberal      | - Presidente                                |
| 30  |         | José Azcona del Hoyo (1927-2005)            | 27 de janeiro de 1986    | 27 de janeiro de 1990          | 1985           | Liberal      | - Presidente                                |
| 31  |         | Rafael Leonardo Callejas Romero (1943-2020) | 27 de janeiro de 1990    | 27 de janeiro de 1994          | 1989           | Nacional     | - Presidente                                |
| 32  |         | Carlos Roberto Reina (1926-2003)            | 27 de janeiro de 1994    | 27 de janeiro de 1998          | 1993           | Liberal      | - Presidente                                |
| 33  |         | Carlos Roberto Flores (n.1950)              | 27 de janeiro de 1998    | 27 de janeiro de 2002          | 1997           | Liberal      | - Presidente                                |
| 34  |         | Ricardo Maduro (n.1946)                     | 27 de janeiro de 2002    | 27 de janeiro de 2006          | 2001           | Nacional     | - Presidente                                |
| 35  |         | Manuel Zelaya (n,1952)                      | 27 de janeiro de 2006    | 28 de junho de 2009 (Deposto)  | 2005           | Liberal      | - Presidente                                |
| —   |         | Roberto Micheletti (n.1943)                 | 28 de junho de 2009      | 27 de janeiro de 2010          | —              | Liberal      | - Presidente em exercício                   |
| 36  |         | Porfirio Lobo Sosa (n.1947)                 | 27 de janeiro de 2010    | 27 de janeiro de 2014          | 2009           | Nacional     | - Presidente                                |
| 37  |         | Juan Orlando Hernández (n.1968)             | 27 de janeiro de 2014    | 27 de janeiro de 2022          | 2013 2017      | Nacional     | - Presidente                                |
| 38  |         | Xiomara Castro (n.1959)                     | 27 de janeiro de 2022    | Presente                       | 2022           | Libre        |                                             |